# Heinrich Louis d'Arrest
Heinrich Louis d'Arrest (13. srpna 1822, Berlín – 14. června 1875, Kodaň, Dánsko) byl německý astronom a jeden z objevitelů planety Neptun (společně se svým profesorem Johannem Gottfriedem Gallem).
D'Arrest pracoval v Lipské observatoři. V té době také objevil po něm pojmenovanou kometu 6P/d'Arrest. Studoval také planetky (objevil 76 Freia) a mlhoviny. V roce 1875 získal zlatou medaili Královské astronomické společnosti.
Na jeho počest byl pojmenován kráter D'Arrest na Měsíci a kráter D'Arrest na Phobosu. Dále je po něm pojmenovaná planetka 9133 d'Arrest.